# Sophie Hasenclever

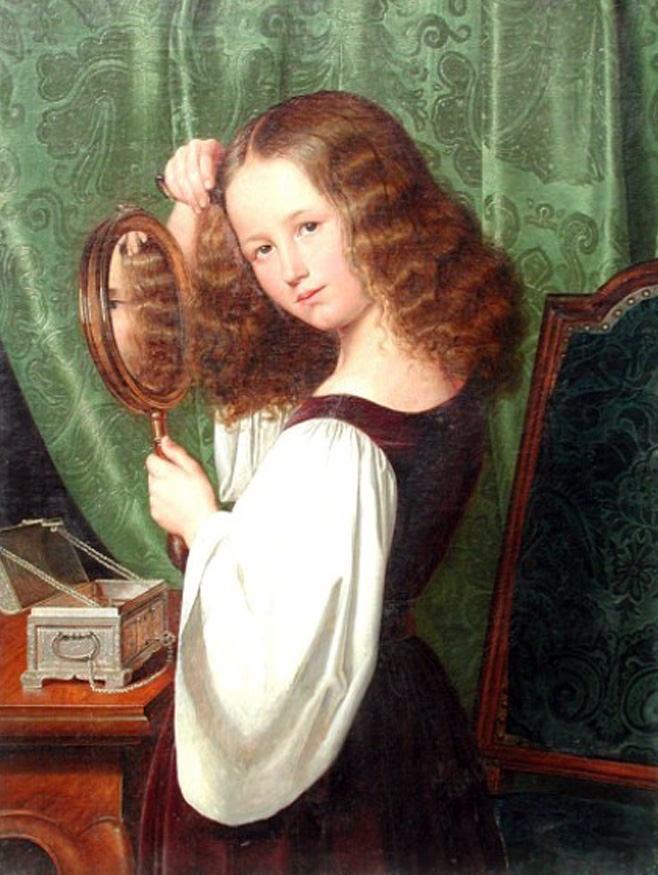
Sophie von Schadow gemalt von ihrem Vater Wilhelm von Schadow, 1833

Sophie Hasenclever (* 6. Januar 1823 als Sophie von Schadow in Berlin; † 10. Mai 1892 in Düsseldorf) war eine deutsche Dichterin und Übersetzerin.

## Leben
Sophie von Schadow wurde im Winter 1822/1823 in Berlin als einzige Tochter von Wilhelm von Schadow und seiner aus Kurland stammenden Ehefrau Charlotte von Groschke geboren. Ihr Vater war zum Zeitpunkt der Geburt Professor der Preußischen Akademie der Künste und wurde 1826 Direktor der Düsseldorfer Kunstakademie. Sophie von Schadow wuchs im Düsseldorfer Künstlermilieu auf. In ihrem Elternhaus im Flinger Steinweg (heute  Schadowstraße) 54, verkehrten die Maler der Düsseldorfer Malerschule, Schriftsteller und Komponisten, darunter Felix Mendelssohn Bartholdy, welcher mehrere Jahre in der Nachbarschaft lebte. Von Schadow, der seine Tochter mehrmals porträtierte, erteilte ihr höchstpersönlich Malunterricht. Im Alter von sechs Jahren reiste Sophie mit ihren Eltern erstmals nach Italien, zehn Jahre später zum zweiten Mal in Rom erlernte sie die italienische Sprache.
1844, mit 21 Jahren, heiratete sie den Arzt Richard Hasenclever, der ab 1847 Sanitätsrat war. Das Paar lebte bis 1848 in Grevenbroich, wo er als Kreisphysikus arbeitete. Richard Hasenclever war vielfältig künstlerisch, schriftstellerisch und politisch tätig, wurde später Mitbegründer der altkatholischen Bewegung und Reichstagsabgeordneter. Das Ehepaar bekam zwei Kinder, Anna (* 1846) und Felix (1851–1892). Ihr Sohn ging später zur Marine und wurde Korvettenkapitän und Marineattaché. Ihre Tochter Anna heiratete 1877 den Kaufmann Eduard Paniel (1849–1907). Die beiden Jahrzehnte nach der Geburt der Kinder trat Sophie Hasenclever nicht als Dichterin in die Öffentlichkeit, sondern widmete sich dem Familienleben, welches den gesellschaftlichen Erwartung an verheiratete Frauen entsprach. Tatsächlich arbeitete Sophie Hasenclever auch in der Familienphase an eigenen Dichtungen und Übersetzungen. 

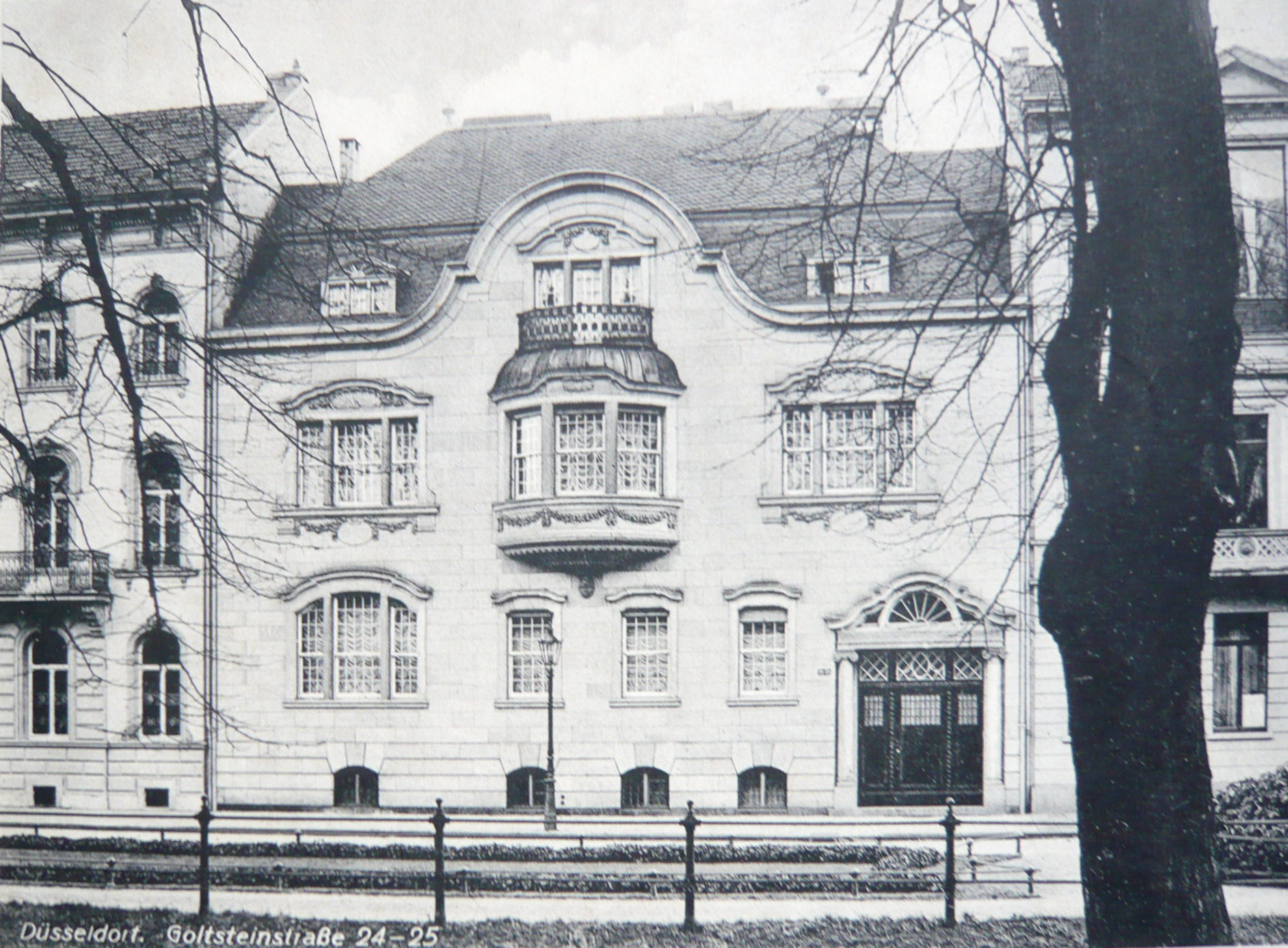
Goltsteinstraße 24

In Düsseldorf wohnten sie bis Anfang der 1860er Jahre in der Hofgartenstraße 8, auch das Sterbehaus ihres Vaters im Jahr 1862. Später hatte sie ein Haus in der Goltsteinstraße 24. Direkte Nachbarn waren Ende des 19. Jahrhunderts die Familie des Malers Karl Rudolf Sohn und der Else Sohn-Rethel. Im Haus der Hasenclevers wohnte der damals schon ältere Bildhauer August Wittig und um 1880 der Maler Hermann Schmiechen. Hier führten sie und ihr Ehemann einen künstlerisch-literarischen Salon, in dem viele Größen der damaligen Zeit ein und aus gingen, unter ihnen der Dichter Karl Immermann und Gottfried Keller, sowie die Komponisten Ferdinand Hiller, Robert Schumann und die Komponistin und Pianistin Clara Schumann. Der Maler Carl Gehrts fand gesellschaftlichen Anschluss im Kreis der Schriftstellerin Hasenclever.
1873 gründete ihr Gatte gemeinsam mit Gesinnungsgenossen den Alt-Katholikenverein, aus dem die alt-katholische Gemeinde in Düsseldorf hervorging. Sophie Hasenclever schloss sich, „ihrem Gewissen folgend, aus voller Überzeugung“ an – so Pfarrer Wilhelm Schirmer bei ihrer Beerdigung. 

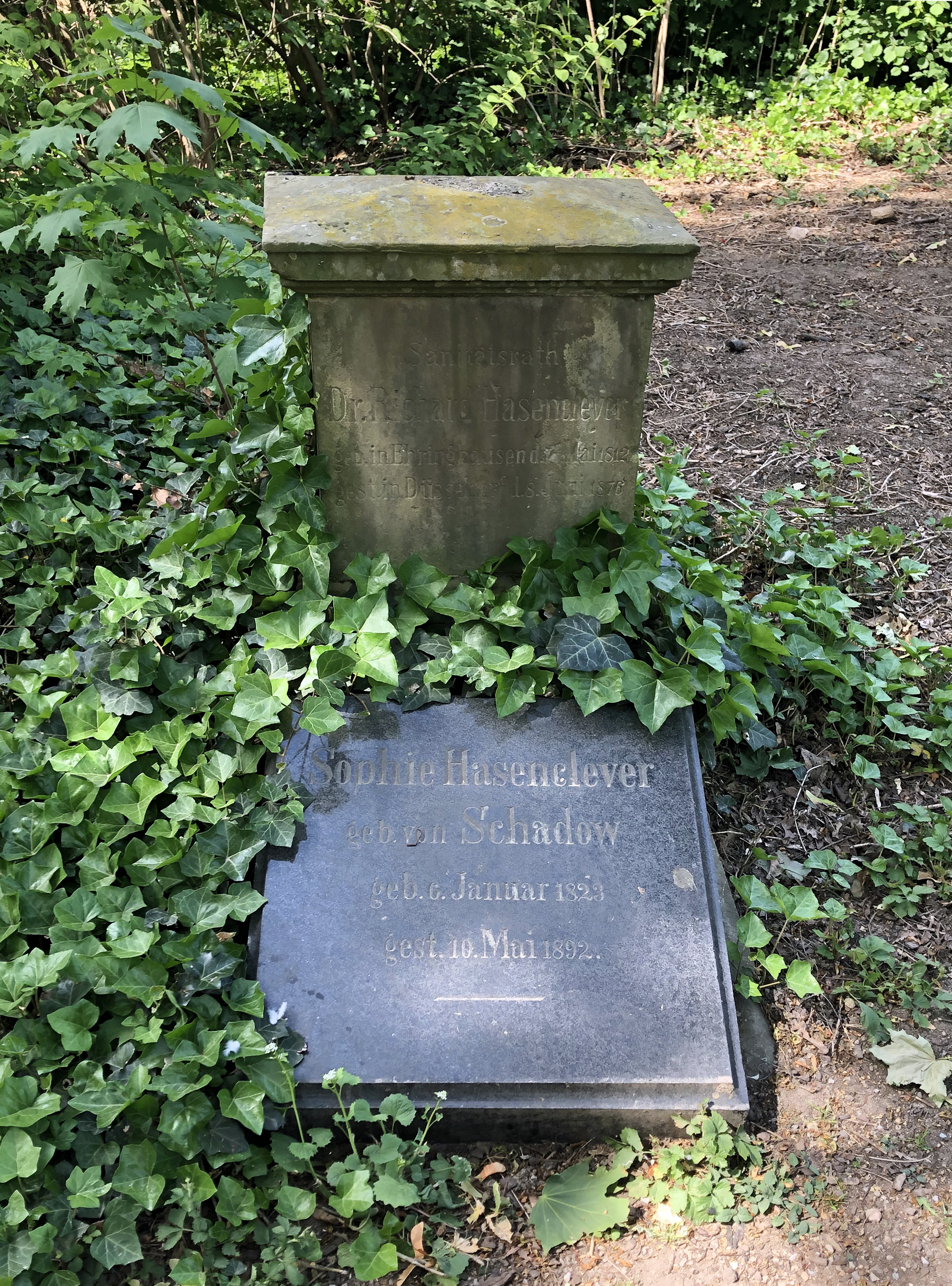
Grabstätte Sophie und Richard Hasenclever (2020)

1892 starb Sophie Hasenclever im Alter von 69 Jahren und hinterließ eine Fülle unveröffentlichter Manuskripte. Ihr Grab befindet sich auf dem Golzheimer Friedhof.

## Werk
Unter Sophie Hasenclevers Werken finden sich verschiedene zivilisationskritische Gedichte, in ihren Novellen geht es vielfach um den Mensch, der sich in einer Krisensituation bewähren muss. Viele ihrer Gedichte, Märchen, Lustspiele und Satiren sind unveröffentlicht geblieben. Teilweise schrieb sie unter dem Pseudonym S. Rolant, unter anderem den historischen Roman „Geisterschlacht“. Auch als Übersetzerin machte Sophie Hasenclever sich einen Namen. Sie beherrschte nicht nur die italienische, sondern auch die französische Sprache. Über Jahre entstanden Übersetzungen aus ihrer Hand mit eigenen Einleitungen, in denen sie das jeweilige Werk literaturhistorisch einordnete. 
Ab den 1870er Jahren veröffentlichte Sophie Hasenclever unter anderem die Novellette, „Aus der Kriegszeit 1870–71“ und die Lyriksammlung „Rheinische Lieder“, die allgemein große Beachtung fanden. Der Literaturhistoriker Heinrich Groß bescheinigte Sophie Hasenclever mit dieser Sammlung „eine bleibende Stätte in der deutschen Literatur.“ (Deutschlands Dichterinnen, 1882). 1874 erschien ihre Übersetzung der Gedichte des bretonischen Dichters Auguste Brizeux. 1875 legte sie zum 400. Geburtstag Michelangelos eine bis heute nicht überholte Übersetzung seines gesamten poetischen Werks vor, an der sie ein volles Jahrzehnt gearbeitet hatte. 
Neben Naturhymnen und zivilisationskritischen Gedichten, in denen sie vor voranschreitender Industrialisierung warnte, fanden sich Variationen zu Liebe, Einsamkeit und Tod. In der 1884 erschienenen zweibändigen Ausgabe ihrer „Novellen und Märchen“, die sie dem Schweizer Schriftsteller Gottfried Keller widmete, thematisierte sie vor allem Krisen- und Konfliktsituationen, in denen Menschen sich bewähren müssen.
Zu Mendelssohn-Bartholdys „Athalia“, die am Hofe des damals in Düsseldorf residierenden Fürsten von Hohenzollern privat aufgeführt wurde, dichtete sie den Text. Der Komponist Ferdinand Hiller legte seiner Kantate für Soli, Chor und Orchester „Nala und Damayanti“ Sophie Hasenclevers Bearbeitung dieses indischen Stoffes zu Grunde. Die Geschichte handelt von König Nala, der sein Königreich durch Spielleidenschaft verliert und es schließlich wieder zurückgewinnt, und von seiner treuen Gattin Damayanti. Zur Vorbereitung hatte Sophie Hasenclever jahrelang altindische Literatur studiert. 1890 erschien ihre Übersetzung von Dantes „La Divina Commedia“.

## Werke (Auswahl)
- A. Briseux, Gedichte, Übersetzung, 1874
- Aus der Kriegszeit von 1870 bis 1871, Novellen, 1877
- Rheinische Lieder, Gedichte, 1881
- Novellen und Märchen, 2 Bände, 1884
- Dantes Göttliche Komödie, Übersetzung 1889,[10] gebundene Ausgabe, Felix Bagel, 1915
- Michelangelos Gedichte. Sämmtliche Gedichte Michelangelo’s in Guasti’s Text, mit deutscher Uebersetzung von Sophie Hasenclever, eingeführt durch M. Jordan. Dürr, Leipzig, 1875[11]
- Michelangelo, Poesiealbum (Lyrikreihe), 1973